# Frédéric Manca
Pas d'image ? Cliquez ici

a Compétitions nationales et continentales officielles uniquement.

Dernière mise à jour le 13 décembre 2020.
Frédéric Manca, né le 23 avril 1980 à Albi (Tarn), est un joueur de rugby à XV français qui évolue au poste d'arrière ou demi d'ouverture notamment au sein de l'effectif du SC Albi puis de la Section paloise (1,79 m pour 75 kg). 
En 2014, il prend sa retraite de joueur et entre dans le staff de la Section paloise, chargé des skills (technique individuelle), et dirige le centre de formation du club. Il devient ensuite entraîneur des arrières du club béarnais en 2016 puis co-manager avec Nicolas Godignon de 2019 à 2020.

## Carrière de joueur
- US Carmaux
- - 2002 : UA Gaillac
- 2002 - 2011 : SC Albi
- 2011 - 2014 : Section paloise

## Carrière d'entraîneur
De 2014 à 2016, il est entraîneur des skills (technique individuelle) de la Section paloise. En 2016, il remplace David Aucagne au poste d'entraîneur des arrières auprès du manager Simon Mannix. Le 16 avril 2019, Mannix quitte le club et le duo d'entraîneur composé de Frédéric Manca et Nicolas Godignon, entraîneur des avants depuis le 5 janvier 2019, est responsable de conduire l'équipe jusqu'à la fin de la saison pour assurer le maintien. Le président Bernard Pontneau confirme ensuite le duo pour diriger l'équipe la saison suivante. Le 9 décembre 2020, les managers Nicolas Godignon et Frédéric Manca prennent du recul et sont écartés de la préparation des matchs.
| Saison      | Club            | Division | Poste    | Classement                 | Coupe d'Europe | Challenge Européen     |
| ----------- | --------------- | -------- | -------- | -------------------------- | -------------- | ---------------------- |
| 2016 - 2017 | Section paloise | Top 14   | Arrières | 9e                         | -              | Éliminé en poule       |
| 2017 - 2018 | Section paloise | Top 14   | Arrières | 8e                         | -              | Éliminé en demi-finale |
| 2018 - 2019 | Section paloise | Top 14   | Arrières | 11e                        | -              | Éliminé en poule       |
| 2019 - 2020 | Section paloise | Top 14   | Arrières | 12e (arrêt du championnat) | -              | Éliminé en poule       |

## Palmarès

### Joueur
- Vainqueur des phases finales du championnat de France Pro D2 : 2006

### Staff
- Champion de Pro D2 en 2015